# 角田町 (大阪市)
角田町（かくだちょう）は、大阪府大阪市北区の町名。2019年3月31日現在の人口は0人。

## 概要
JR大阪駅の東部及び阪急大阪梅田駅の南部（北梅田から東梅田地区）に位置しており、大阪最大の繁華街・オフィス街である梅田地区に含まれる。当地の知名度が高くないため、単に梅田と呼ばれることが一般的である。
北は芝田、茶屋町、東は小松原町、堂山町、南は曽根崎、西は梅田3丁目と隣接している。阪急百貨店うめだ本店やヘップファイブなど阪急の各種施設が集積しており、隣接する茶屋町や芝田などとともにいわゆる「阪急村」を構成している。

## 歴史
1461年（寛正2年）の中島崇禅寺領目録『そねざき平田分』の中に、「埋田之内角田三百歩」と記載されており、室町時代には角田の地名が確認できる。江戸時代以降は西成郡北野村の一部で、1897年（明治30年）に大阪市へ編入。
1900年（明治33年）の大字改編により北野角田町となった。1910年（明治43年）には現在の阪急大阪梅田駅が開業した。梅田駅はのちに小深町（現在は芝田）に移転したが、現在も阪急百貨店やHEPが立地している。1924年（大正13年）に北野西之町の南部と北野小深町のごく一部を編入し、「北野」の冠称を廃して角田町となる。
1944年（昭和19年）に扇町通 - 都島通間を小松原町へ、扇町通以南を曾根崎中へそれぞれ割譲。
1993年（平成5年）から2006年（平成18年）まで大阪で最も地価が高い場所だった。

## 学区
市立小・中学校に通う場合、学区は以下の通りとなる。北区内の全ての市立中学校と、大阪市内の小中一貫校が対象で学校選択が可能（抽選を実施）。
| 街区 | 小学校             | 中学校             |
| ---- | ------------------ | ------------------ |
| 全域 | 大阪市立扇町小学校 | 大阪市立天満中学校 |

## 事業所
2016年（平成28年）現在の経済センサス調査による事業所数と従業員数は以下の通りである。
| 町丁   | 事業所数  | 従業員数 |
| ------ | --------- | -------- |
| 角田町 | 941事業所 | 24,788人 |

## 施設

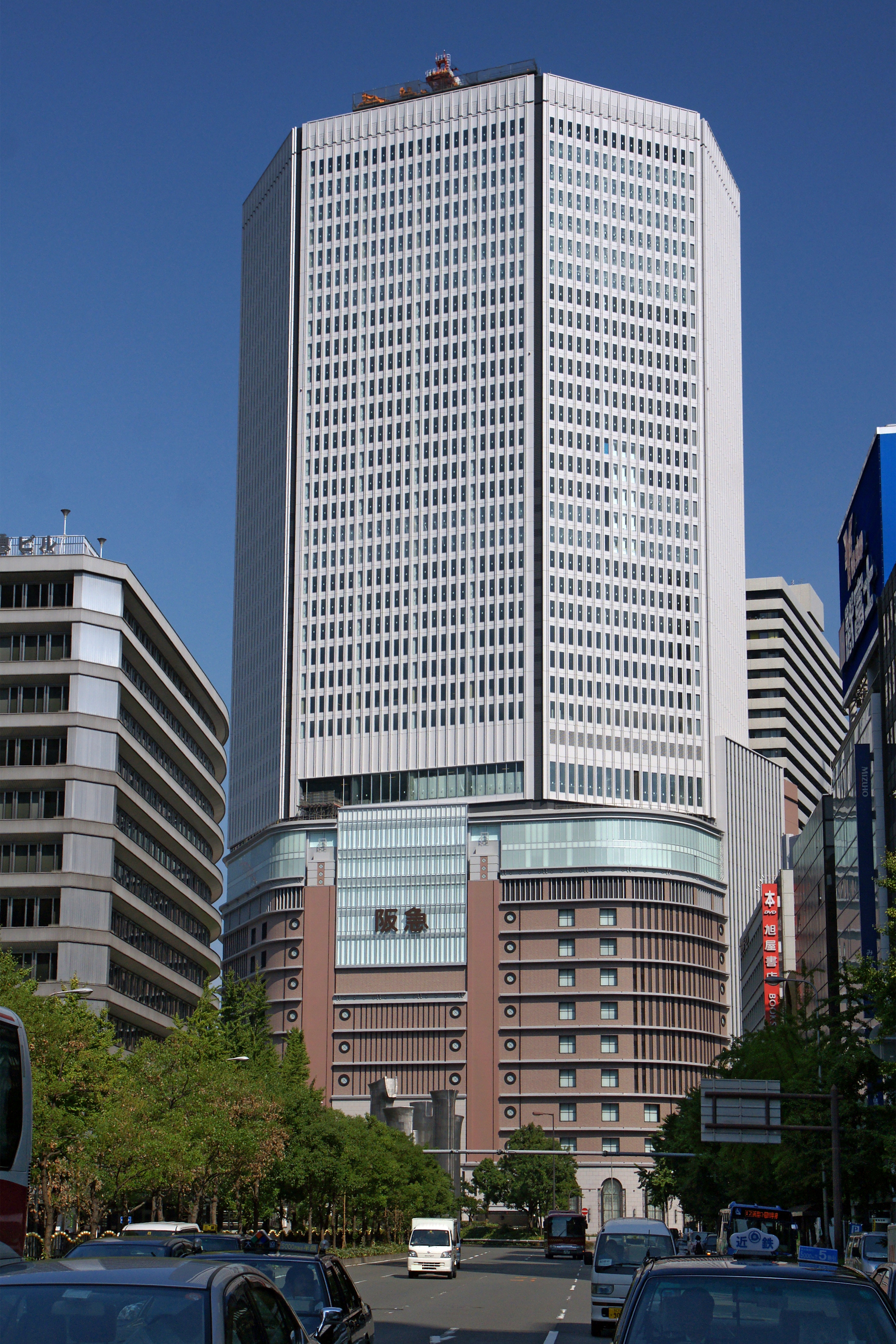
大阪梅田ツインタワーズ・ノース（阪急百貨店）

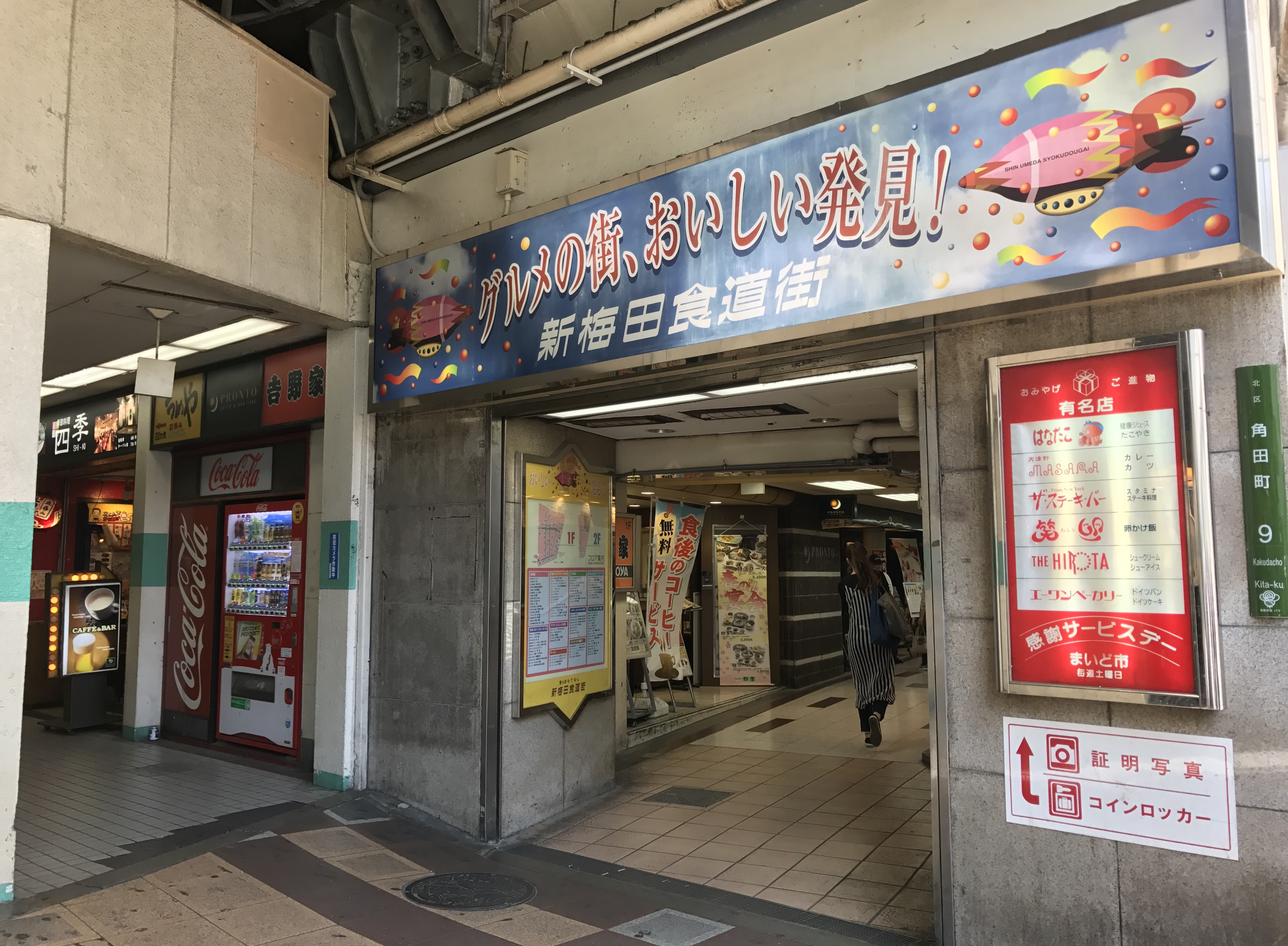
新梅田食道街入口

- 大阪梅田ツインタワーズ・ノース
- 阪急百貨店うめだ本店
- HEP NAVIO
- HEP FIVE
- 阪急グランドビル
  - 阪急32番街
- EST
- 新梅田食道街（JR高架下）

## 交通

### 鉄道
- 梅田駅（Osaka Metro御堂筋線）

### 道路
国道
- 国道176号（御堂筋）
- 国道423号（新御堂筋）

主要地方道
- 大阪市道大阪環状線（都島通）

## その他

### 郵便番号
- 530-0017[3]（集配局：大阪北郵便局[7]）